# Malia Scotch Marmo
Malia Scotch Marmo (14 gennaio 1935) è una sceneggiatrice e produttrice cinematografica statunitense.
È nota per aver scritto per sceneggiatura di Hook - Capitan Uncino (1991) e ad aver lavorato a una bozza iniziale della sceneggiatura di Jurassic Park (1993), pur non venendo accreditata.

## Filmografia
- Ancora una volta (Once Around), regia di Lasse Hallström (1991)
- Hook - Capitan Uncino (Hook), regia di Steven Spielberg (1991)
- Jurassic Park, regia di Steven Spilberg (1993) - non accreditata
- Madeline - il diavoletto della scuola (Madeline), regia di Daisy von Scherler Mayer (1998)
- Good Morning Karachi, regia di Sabiha Sumar (2011)